# Hannoverscher Sportverein von 1896 1977-1978
Questa voce raccoglie le informazioni riguardanti l'Hannoverscher Sportverein von 1896 nelle competizioni ufficiali della stagione 1977-1978.

## Stagione
Nella stagione 1977-1978 l'Hannover, allenato da Fiffi Kronsbein, concluse il campionato di 2. Bundesliga al 5º posto. In Coppa di Germania l'Hannover fu eliminato al primo turno dal TeBe Berlino.

## Rosa
| N. |                     | Ruolo | Calciatore              |
| -- | ------------------- | ----- | ----------------------- |
|    | Germania (bandiera) | P     | Wolfgang Hillmann       |
|    | Germania (bandiera) | D     | Peter Anders            |
|    | Germania (bandiera) | D     | Hans-Herbert Blumenthal |
|    | Germania (bandiera) | D     | Georg Damjanoff         |
|    | Germania (bandiera) | D     | Horst Kinkeldey         |
|    | Germania (bandiera) | D     | Rainer Stiller          |
|    | Germania (bandiera) | D     | Bernd Vesely            |
|    | Germania (bandiera) | D     | Ulf Winskowsky          |
|    | Germania (bandiera) | C     | Werner Drong            |

| N. |                      | Ruolo | Calciatore       |
| -- | -------------------- | ----- | ---------------- |
|    | Germania (bandiera)  | C     | Hans-Georg Kulik |
|    | Germania (bandiera)  | C     | Wolfgang Lüttges |
|    | Germania (bandiera)  | C     | Frank Pagelsdorf |
|    | Germania (bandiera)  | C     | Herbert Poesger  |
|    | Germania (bandiera)  | C     | Günter Wesche    |
|    | Danimarca (bandiera) | A     | Peter Dahl       |
|    | Germania (bandiera)  | A     | Jürgen Milewski  |
|    | Germania (bandiera)  | A     | Bernd Wehmeyer   |
|    | Germania (bandiera)  | A     | Klaus Wunder     |

## Organigramma societario
Area tecnica
- Allenatore: Fiffi Kronsbein
- Allenatore in seconda:
- Preparatore dei portieri:
- Preparatori atletici:

## Calciomercato

### Sessione estiva
| Acquisti | Acquisti          | Acquisti       | Acquisti |
| R.       | Nome              | da             | Modalità |
| -------- | ----------------- | -------------- | -------- |
| D        | Georg Damjanoff   | Bayreuth       |          |
| C        | Werner Drong      | Hannover 96 II |          |
| P        | Wolfgang Hillmann | Bayreuth       |          |

| Cessioni | Cessioni          | Cessioni        | Cessioni |
| R.       | Nome              | a               | Modalità |
| -------- | ----------------- | --------------- | -------- |
| D        | Peter Bengsch     | Wolfsburg       |          |
| A        | Holger Busse      | Wolfsburg       |          |
| P        | Reinhard Dittel   | OSV Hannover    |          |
| P        | Franz-Josef Pauly | Fortuna Colonia |          |

### Sessione invernale
| Acquisti | Acquisti | Acquisti | Acquisti |
| R.       | Nome     | da       | Modalità |
| -------- | -------- | -------- | -------- |

| Cessioni | Cessioni | Cessioni | Cessioni |
| R.       | Nome     | a        | Modalità |
| -------- | -------- | -------- | -------- |

## Risultati

### 2. Bundesliga

#### Girone di andata
| Arbitro: | Ohmsen |

|  |           |           |
|  | Marcatori | 7’ Wunder |

| Arbitro: | Teichert |

|  |           |              |
|  | Marcatori | 21’ Hrubesch |

| Arbitro: | Kespohl |

|                                      |           |  |
| Keuken 4’ Buhsfeld 55’ Schmeinck 87’ | Marcatori |  |

| Arbitro: | Niemann |

|                        |           |  |
| Wehmeyer 27’ Kulik 56’ | Marcatori |  |

| Arbitro: | Schütte |

|            |           |              |
| Breuer 90’ | Marcatori | 11’ Wehmeyer |

| Arbitro: | Schön |

|                                         |           |                               |
| Milewski 8’, 90’ Lüttges 85’ Anders 88’ | Marcatori | 19’ Hegekötter 74’ Mühlenberg |

| Arbitro: | Barnick |

|                                     |           |                       |
| Stradt 8’ Hochheimer 51’ Schulz 88’ | Marcatori | 36’ Kulik 73’ Lüttges |

| Arbitro: | Leyding |

|                          |           |                     |
| Lüttges 29’ Milewski 73’ | Marcatori | 20’ Krüger 62’ Lenz |

| Arbitro: | Kindervater |

|                                       |           |            |
| Möhlmann 34’ Schütte 45’ Petković 76’ | Marcatori | 7’ Lüttges |

| Arbitro: | Kaiser |

|                                              |           |            |
| Milewski 36’ Stiller 38’ (rig.) Wehmeyer 87’ | Marcatori | 2’ Flüshöh |

| Arbitro: | Brückner |

|                             |           |            |
| Lüttges 42’, 87’ Anders 80’ | Marcatori | 52’ Sieger |

| Arbitro: | Kaiser |

|                            |           |                                                  |
| Ochmann 48’ Gerresheim 75’ | Marcatori | 15’ Drong 43’ Pagelsdorf 64’, 87’ (rig.) Lüttges |

| Arbitro: | Osmers |

|                    |           |  |
| Stiller 70’ (rig.) | Marcatori |  |

| Arbitro: | Eschweiler |

|  |           |           |
|  | Marcatori | 6’ Anders |

| Arbitro: | Schütte |

|                   |           |             |
| Stiller 9’ (rig.) | Marcatori | 35’ Pröpper |

| Arbitro: | Herrmann |

|                                   |           |                        |
| Graul 59’ Fritsche 64’ Müller 67’ | Marcatori | 31’ Kulik 51’ Wehmeyer |

| Arbitro: | Kindervater |

|            |           |                          |
| Anders 85’ | Marcatori | 16’ Rogoznica 44’ Ohling |

| Arbitro: | Kespohl |

|             |           |  |
| Brücken 34’ | Marcatori |  |

| Arbitro: | Teichert |

|                            |           |                |
| Lüttges 59’ Blumenthal 78’ | Marcatori | 67’ Offermanns |

#### Girone di ritorno
| Arbitro: | Waltert |

|                    |           |                        |
| Stiller 39’ (rig.) | Marcatori | 11’, 84’ (rig.) Mrosko |

| Arbitro: | Brückner |

|                                     |           |              |
| Hrubesch 37’, 69’ Wieczorkowski 41’ | Marcatori | 36’ Milewski |

| Arbitro: | Kopka |

|                       |           |            |
| Wunder 22’ Anders 90’ | Marcatori | 84’ Keuken |

| Arbitro: | Gabor |

|            |           |                                   |
| Funkel 14’ | Marcatori | 7’ Kinkeldey 13’ Kulik 83’ Wunder |

| Arbitro: | Milkert |

|                   |           |               |
| Wunder 42’ (rig.) | Marcatori | 86’ Kucharski |

| Arbitro: | Burgers |

|            |           |                                |
| Hußner 25’ | Marcatori | 22’, 40’ Wunder 41’ Pagelsdorf |

| Arbitro: | Wahmann |

|                |           |  |
| Pagelsdorf 82’ | Marcatori |  |

| Arbitro: | Winkler |

|                                 |           |                         |
| Feiten 18’ Hartl 29’ Krüger 50’ | Marcatori | 38’ Milewski 51’ Wunder |

| Hannover 4 marzo 1978 28ª giornata | Hannover 96 | 0 – 0 referto | Preußen Münster | Niedersachsenstadion (7 300 spett.)\| Arbitro: \| Assenmacher \| |
| Arbitro:                           | Assenmacher |               |                 |                                                                  |

| Arbitro: | Gathmann |

|             |           |                         |
| Flüshöh 31’ | Marcatori | 55’ Milewski 79’ Wunder |

| Arbitro: | Möller |

|                                    |           |                                          |
| Sieger 61’ Sikirski 63’ Priewe 86’ | Marcatori | 23’ Lüttges 50’, 55’ Milewski 60’ Wunder |

| Arbitro: | Lins |

|             |           |                   |
| Lüttges 22’ | Marcatori | 13’, 33’ Sinnigen |

| Arbitro: | Gathmann |

|                     |           |  |
| Eilenfeldt 80’, 81’ | Marcatori |  |

| Arbitro: | Heymann |

|                                                        |           |             |
| Wunder 4’ (rig.) Milewski 37’ Stiller 47’ Wehmeyer 82’ | Marcatori | 58’ Bachorz |

| Arbitro: | Uhlig |

|                      |           |                                 |
| Fagot 35’ Lausen 51’ | Marcatori | 23’, 87’ Milewski 58’ Kinkeldey |

| Arbitro: | Schmidt |

|                                         |           |           |
| Winskowsky 53’ Wehmeyer 70’ Lüttges 83’ | Marcatori | 49’ Graul |

| Arbitro: | Retzmann |

|               |           |  |
| Steinlein 12’ | Marcatori |  |

| Arbitro: | Halfter |

|            |           |                                            |
| Wunder 59’ | Marcatori | 29’ Hörster 83’ Gelsdorf 90’ (rig.) Herzog |

| Arbitro: | Richter |

|                  |           |                                            |
| Jürgens 24’, 61’ | Marcatori | 11’, 62’, 82’ Milewski 16’, 55’ Pagelsdorf |

### Coppa di Germania
| Arbitro: | Jensen |

|  |           |                             |
|  | Marcatori | 59’ (rig.) Stradt 87’ Baake |

## Statistiche

### Statistiche di squadra
| Competizione      | Punti | In casa | In casa | In casa | In casa | In casa | In casa | In trasferta | In trasferta | In trasferta | In trasferta | In trasferta | In trasferta | Totale | Totale | Totale | Totale | Totale | Totale | DR  |
| Competizione      | Punti | G       | V       | N       | P       | Gf      | Gs      | G            | V            | N            | P            | Gf           | Gs           | G      | V      | N      | P      | Gf     | Gs     | DR  |
| ----------------- | ----- | ------- | ------- | ------- | ------- | ------- | ------- | ------------ | ------------ | ------------ | ------------ | ------------ | ------------ | ------ | ------ | ------ | ------ | ------ | ------ | --- |
| 2. Bundesliga     | 43    | 19      | 10      | 4       | 5       | 33      | 22      | 19           | 9            | 1            | 9            | 35           | 35           | 38     | 19     | 5      | 14     | 68     | 57     | +11 |
| Coppa di Germania | -     | 1       | 0       | 0       | 1       | 0       | 2       | 0            | 0            | 0            | 0            | 0            | 0            | 1      | 0      | 0      | 1      | 0      | 2      | -2  |
| Totale            | 43    | 20      | 10      | 4       | 6       | 33      | 24      | 19           | 9            | 1            | 9            | 35           | 35           | 39     | 19     | 5      | 15     | 68     | 59     | +9  |

### Andamento in campionato
| Giornata  | 1 | 2  | 3  | 4  | 5  | 6  | 7  | 8  | 9  | 10 | 11 | 12 | 13 | 14 | 15 | 16 | 17 | 18 | 19 | 20 | 21 | 22 | 23 | 24 | 25 | 26 | 27 | 28 | 29 | 30 | 31 | 32 | 33 | 34 | 35 | 36 | 37 | 38 |
| --------- | - | -- | -- | -- | -- | -- | -- | -- | -- | -- | -- | -- | -- | -- | -- | -- | -- | -- | -- | -- | -- | -- | -- | -- | -- | -- | -- | -- | -- | -- | -- | -- | -- | -- | -- | -- | -- | -- |
| Luogo     | T | C  | T  | C  | T  | C  | T  | C  | T  | C  | C  | T  | C  | T  | C  | T  | C  | T  | C  | C  | T  | C  | T  | C  | T  | C  | T  | C  | T  | T  | C  | T  | C  | T  | C  | T  | C  | T  |
| Risultato | V | P  | P  | V  | N  | V  | P  | N  | P  | V  | V  | V  | V  | V  | N  | P  | P  | P  | V  | P  | P  | V  | V  | N  | V  | V  | P  | N  | V  | V  | P  | P  | V  | V  | V  | P  | P  | V  |
| Posizione | 5 | 14 | 17 | 12 | 12 | 11 | 12 | 10 | 13 | 9  | 9  | 7  | 6  | 4  | 4  | 6  | 8  | 8  | 8  | 9  | 10 | 9  | 8  | 9  | 8  | 8  | 8  | 8  | 8  | 7  | 8  | 8  | 7  | 6  | 5  | 5  | 6  | 5  |

Legenda:

Luogo: C = Casa; T = Trasferta. Risultato: V = Vittoria; N = Pareggio; P = Sconfitta.

### Statistiche dei giocatori
| Giocatore     | 2. Bundesliga | 2. Bundesliga | 2. Bundesliga | 2. Bundesliga | Coppa di Germania | Coppa di Germania | Coppa di Germania | Coppa di Germania | Totale   | Totale | Totale      | Totale     |
| Giocatore     | Presenze      | Reti          | Ammonizioni   | Espulsioni    | Presenze          | Reti              | Ammonizioni       | Espulsioni        | Presenze | Reti   | Ammonizioni | Espulsioni |
| ------------- | ------------- | ------------- | ------------- | ------------- | ----------------- | ----------------- | ----------------- | ----------------- | -------- | ------ | ----------- | ---------- |
| P. Anders     | 38            | 5             | 5             | 0             | 1                 | 0                 | 0                 | 0                 | 39       | 5      | 5           | 0          |
| H. Blumenthal | 21            | 1             | 0             | 0             | 1                 | 0                 | 0                 | 0                 | 22       | 1      | 0           | 0          |
| P. Dahl       | 0             | 0             | 0             | 0             | 0                 | 0                 | 0                 | 0                 | 0        | 0      | 0           | 0          |
| G. Damjanoff  | 37            | 0             | 2             | 0             | 1                 | 0                 | 0                 | 0                 | 38       | 0      | 2           | 0          |
| W. Drong      | 5             | 1             | 0             | 0             | 0                 | 0                 | 0                 | 0                 | 5        | 1      | 0           | 0          |
| W. Hillmann   | 38            | 0             | 1             | 0             | 1                 | 0                 | 0                 | 0                 | 39       | 0      | 1           | 0          |
| H. Kinkeldey  | 29            | 2             | 1             | 0             | 0                 | 0                 | 0                 | 0                 | 29       | 2      | 1           | 0          |
| H. Kulik      | 37            | 4             | 2             | 0             | 1                 | 0                 | 0                 | 0                 | 38       | 4      | 2           | 0          |
| W. Lüttges    | 34            | 12            | 1             | 0             | 1                 | 0                 | 0                 | 0                 | 35       | 12     | 1           | 0          |
| J. Milewski   | 38            | 15            | 3             | 0             | 1                 | 0                 | 0                 | 0                 | 39       | 15     | 3           | 0          |
| F. Pagelsdorf | 34            | 5             | 1             | 0             | 1                 | 0                 | 0                 | 0                 | 35       | 5      | 1           | 0          |
| H. Poesger    | 7             | 0             | 0             | 0             | 1                 | 0                 | 0                 | 0                 | 8        | 0      | 0           | 0          |
| R. Stiller    | 37            | 5             | 2             | 0             | 0                 | 0                 | 0                 | 0                 | 37       | 5      | 2           | 0          |
| B. Vesely     | 0             | 0             | 0             | 0             | 0                 | 0                 | 0                 | 0                 | 0        | 0      | 0           | 0          |
| B. Wehmeyer   | 32            | 6             | 1             | 0             | 1                 | 0                 | 0                 | 0                 | 33       | 6      | 1           | 0          |
| G. Wesche     | 25            | 0             | 0             | 0             | 1                 | 0                 | 0                 | 0                 | 26       | 0      | 0           | 0          |
| U. Winskowsky | 25            | 1             | 0             | 0             | 1                 | 0                 | 0                 | 0                 | 26       | 1      | 0           | 0          |
| K. Wunder     | 22            | 11            | 0             | 0             | 0                 | 0                 | 0                 | 0                 | 22       | 11     | 0           | 0          |